# غوستافو فاريلا
غوستافو فاريلا (بالإسبانية: Gustavo Antonio Varela)‏ (مواليد 14 مايو 1978) هو لاعب كرة قدم. يلعب مع منتخب الأوروغواي لكرة القدم. سبق له أن لعب في كأس العالم لكرة القدم مع منتخب بلاده.

## مسيرته الكروية
لعب غوستافو فاريلا خلال مسيرته الاحترافية مع 5 أندية في سبعة عشر موسمًا وسجل خلالها 48 هدفًا ضمن 288 مباراة. ولم يفز بأي موسم بالكأس وفاز في أربعة مواسم بالدوري.
خاض غوستافو فاريلا مسيرته مع نادي ناسيونال مونتيفيديو في موسم 1998 في المرة الأولى ليلعب معه خمسة مواسم ثم في موسم 2009–10 لمدة موسم واحد، مشاركًا طوالها في 138 مباراة سجل خلالها 37 هدفًا. ثم انتقل إلى نادي شالكه 04 في موسم 2002–03 في المرة الأولى ولمدة موسمين ثم في موسم 2004–05 ليلعب معه خمسة مواسم، حيث شارك طوالها في 82 مباراة سجل خلالها 8 أهداف. لينتقل بعدها إلى نادي شالكه 04 ب في موسم 2003–04 لمدة موسم واحد، مشاركًا في 4 مباريات سجل خلالها هدفين. ثم انتقل إلى نادي كيلمس في موسم 2010–11 لمدة موسم واحد، مشاركًا في 21 مباراة ولم يسجل أي هدف. هذا وانتقل لاحقًا إلى نادي سيرو في موسم 2011–12 ولمدة موسمين، مشاركًا في 43 مباراة سجل خلالها هدفًا واحدًا.

## روابط خارجية
- غوستافو فاريلا على موقع الاتحاد الدولي (مؤرشف)  (الإنجليزية)
- غوستافو فاريلا على موقع إي إس بي إن إف سي (الإنجليزية)
- غوستافو فاريلا على موقع قاعدة بيانات كرة القدم.إي يو (الإنجليزية)
- غوستافو فاريلا على موقع بيانات كرة القدم. دي إي (الألمانية)
- غوستافو فاريلا على موقع ناشيونال فوتبول تيمز (الإنجليزية)
- غوستافو فاريلا على موقع عالم كرة القدم.نت (الإنجليزية)
- غوستافو فاريلا على موقع كووورة